# Фриц Рингър
Фриц Рингър (на немски: Fritz K. Ringer, р. 1934, Лудвигсхафен, Германия, п. 3 февруари 2006 във Вашингтон) e американски историк от германски произход.

## Биография
Рингър се установява в САЩ заедно с цялото си семейство през 1947 г. В колежа Амхърст получава първата си научна степен през 1956 г. Докторат защитава в Харвард през 1961 г. Рингър преподава европейска история на идеите (на английски: European Intellectual History) в Харвардския университет (1960-62), в Университета на Индиана (1966-69) и в Бостънския университет (1970-84), а след това до пенсионирането си през 2001 г. като Андрю Мелоун професор по история в Питсбъргския университет. През 2001-2002 г. е сътрудник на Центъра за академични изследвания в Берлин (на немски: Wissenschaftskolleg zu Berlin), а от 2002 г. до смъртта си – почетен професор в Джорджтаунския университет, Вашингтон (окръг Колумбия).

## Научно творчество
Първоначалният фокус на изследователската работа на Фриц К. Рингър пада върху историята на германските университети в края на XIX и през първата третина на XX век. В най-известния си труд „Залезът на германските мандарини: Германската академичната общност 1890-1933“ (1969) той защитава тезата, че идеята за „германската изключителност“ (на немски: Deutscher Sonderweg), лансирана от елитаристкото, идеалистично ориентирано „мандаринство“ на германските университетски преподаватели, е проправила пътя за появата и развитието на националсоциализма. По-късно изследва висшето образование през същия период в Германия, Великобритания и Франция от сравнителна перспектива. През 90-те години на ХХ век Рингър се занимава с живота и творчеството на немския социолог Макс Вебер. 

## Признание
Рингър печели седем значими изследователски стипендии, включително на Националния фонд за хуманитарни изследвания (на английски: National Endowment for the Humanities), на Националната фондация за наука (на английски: National Science Foundation), на Националния хуманитарен център (на английски: National Humanities Center), на фондация „Гугенхайм“ (на английски: Guggenheim Foundation) и на Центъра за академични изследвания в Берлин.

## Избрана библиография
- The decline of the German mandarins: The German academic community 1890 – 1933. Harvard University Press, Cambridge/Mass. 1969.
- Education and society in Modern Europe. Indiana University Press, Bloomington 1979.
- Fields of knowledge: French academic culture in comparative perspective 1890 – 1920. Cambridge University Press, Cambridge 1992.
- Max Weber's methodology: The unification of the cultural and social sciences. Harvard University Press, Cambridge/Mass. 1997.
- Trouble in Academe: A Memoir. toExcel, San José 1999.
- Max Weber: An intellectual biography. University of Chicago Press, Chicago/Ill. 2004.